# Провулок Козубського
Прову́лок Козубського — провулок у Богунському районі Житомира. Названий на честь українського державника та громадського діяча Бориса Козубського.

## Розташування
Провулок розташований в районі Сінного ринку.

## Історія
Провулок та його садибна забудова сформувалися на рубежі ХІХ та ХХ століть. На початку ХХ століття здебільшого забудований та прямував на північ до межі між Житомиром та селом Крошня.
Сучасна назва провулка є історичною та походить від прізвища родини, власників нерухомості у провулку, один з представників якої є український діяч Борис Козубський. З плану міста 1915 року відомий як Північний провулок. Ця назва походить від історичної назви вулиці Миколи Сціборського, з якої починався й починається на сьогодні провулок.
Після більшовицького перевороту провулок остаточно перейменований на Північний провулок. З 1952 року та до 11 січня 1996 року провулок мав назву Світлий, відколи рішенням Житомирського міськвиконкому був перейменований. Однак аж до 2008 року вживалась стара назва поряд з новою. Рішенням сесії Житомирської міської ради від 28 травня 2008 року № 263 "Про внесення змін та доповнень до рішення Житомирської міської ради від 28.03.08 № 583 «Про затвердження назв топонімічних об'єктів у місті Житомирі» було підтверджено назву провулок Козубського.

## Установи
- Спецкомбінат комунально-побутового обслуговування — буд. № 5.